# Omar Al-Rawi

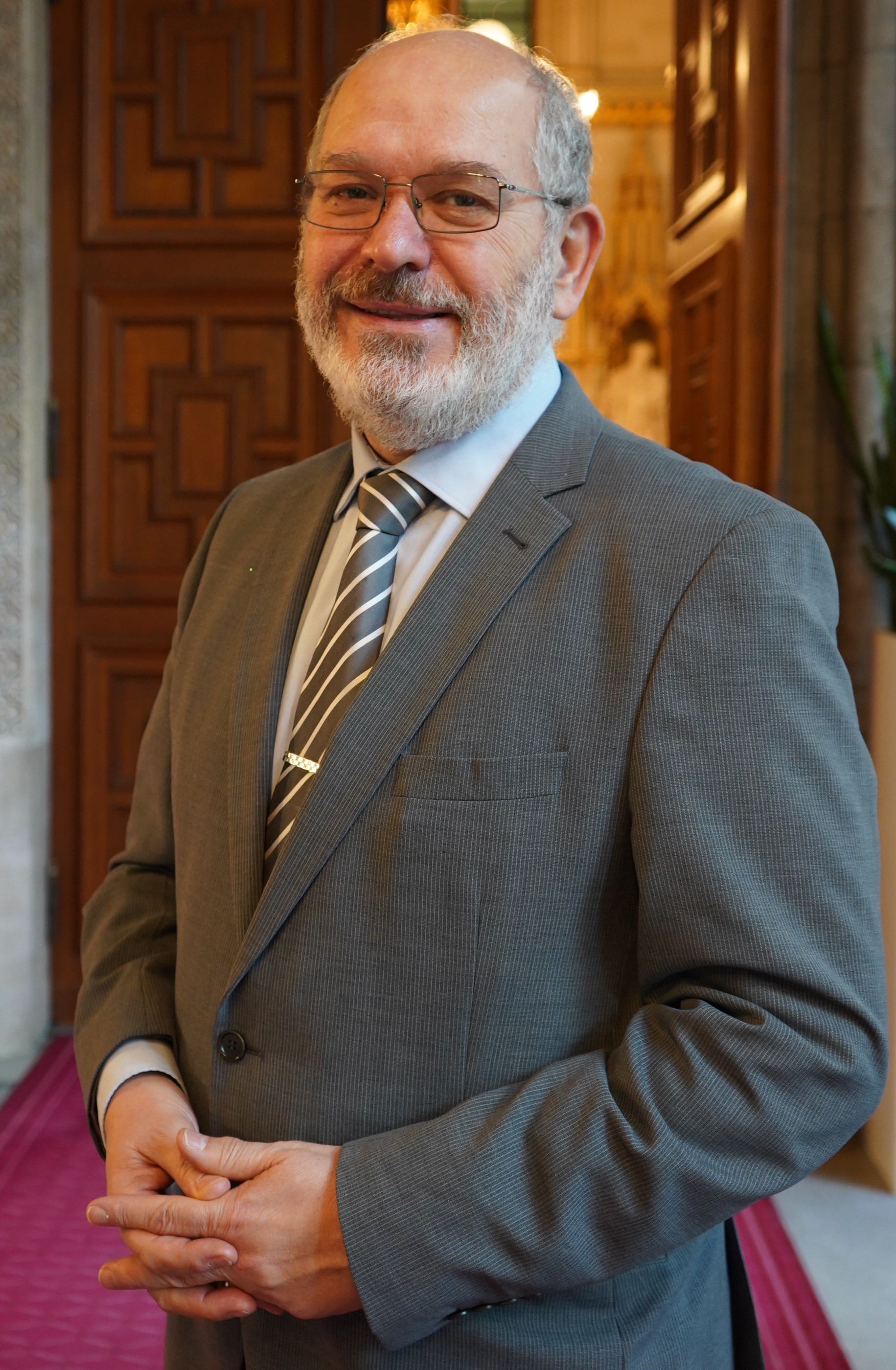
Gemeinderat Omar Al-Rawi im Wiener Rathaus

Omar Al-Rawi (* 8. Mai 1961 in Bagdad) ist ein österreichischer Politiker (SPÖ) und war bis 2011 Integrationsbeauftragter der Islamischen Glaubensgemeinschaft in Österreich.

## Leben
Seit Ableistung des Zivildienstes beim Arbeitersamariterbund 1991 ist Al-Rawi in der Bauindustrie tätig. Von 1992 bis 1996 übte er die Funktion eines Betriebsrats der Hofman & Maculan AG aus, von 1997 bis 1999 die des Betriebsratsvorsitzenden der ERA-Bau AG. Seit 2000 ist er Betriebsrat der Strabag und dort seit 2008 Vorsitzender des Angestelltenbetriebsrats.
Von 1978 bis 1990 engagierte sich Al-Rawi in der Österreichischen Hochschülerinnen- und Hochschülerschaft.
Von 1999 bis 2011 war er Integrationsbeauftragter der Islamischen Glaubensgemeinschaft in Österreich.
Im selben Jahr gründete er zusammen mit Carla Amina Baghajati, Tarafa Baghajati, Mouddar Khouja und Andrea Saleh die Initiative muslimischer ÖsterreicherInnen, die 2008 den Demokratiepreis der Margaretha Lupac-Stiftung für Parlamentarismus und Demokratie gewann.

## Politische Laufbahn
Im Jahr 2000 trat Al-Rawi der SPÖ bei und ist seit 2016 Mitglied im Präsidium der SPÖ Wien-Meidling. 2001 kandidierte er erstmals für den Wiener Gemeinderat. Seit 2002 ist er Abgeordneter zum Wiener Landtag und Gemeinderat.

### Abgeordneter zum Wiener Landtag und Gemeinderat

#### 17. Wahlperiode (2001–2005)
Seit 2002 ist Al-Rawi Abgeordneter zum Wiener Landtag und Gemeinderat. In seiner ersten Amtsperiode war er Mitglied im Gemeinderatsausschuss für Stadtentwicklung und Verkehr. Im Landtag gehörte er als Mitglied dem Unvereinbarkeitsausschuss und als Ersatzmitglied dem Immunitätskollegium an.

#### 18. Wahlperiode (2005–2010)
In seiner zweiten Wahlperiode war Al-Rawi im Gemeinderat Mitglied im Ausschuss für Stadtentwicklung und Verkehr und Ersatzmitglied im Ausschuss für Wohnen, Wohnbau und Stadterneuerung. Von 2007 bis 2008 war er Ersatzmitglied, ab 2008 Mitglied der gemeinderätlichen Europakommission. Im Landtag gehörte er dem Unvereinbarkeitsausschuss an, dessen Vorsitzender er im Mai 2009 wurde. Im Immunitätskollegium war Al-Rawi Ersatzmitglied.

#### 19. Wahlperiode (2010–2015)
Al-Rawi war zu Beginn seiner dritten Periode ein Jahr Schriftführer des Gemeinderats und während der gesamten Periode Mitglied im Ausschuss für Stadtentwicklung, Verkehr, Klimaschutz, Energieplanung und BürgerInnenbeteiligung sowie im Ausschuss für europäische und internationale Angelegenheiten. Ersatzmitglied war er im Ausschuss für Wohnen, Wohnbau und Stadterneuerung sowie in der gemeinderätlichen Behindertenkommission. Im Landtag war er Vorsitzender des Unvereinbarkeitsausschusses und Ersatzmitglied im Immunitätskollegium.

#### 20. Wahlperiode (2015 – 2020)
In seiner vierten Amtsperiode war Al-Rawi wieder Schriftführer des Gemeinderats und Mitglied in den Ausschüssen für europäische und internationale Angelegenheiten sowie Stadtentwicklung, Verkehr, Klimaschutz, Energieplanung und BürgerInnenbeteiligung. Ersatzmitglied war er in den Ausschüssen für Frauen, Bildung, Integration, Jugend und Personal sowie für Wohnen, Wohnbau und Stadterneuerung und der gemeinderätlichen Behindertenkommission. Im Landtag wurde er zum dritten Mal Vorsitzender des Unvereinbarkeitsausschusses und war Ersatzmitglied im Immunitätskollegium. Der von Oktober 2019 bis Juni 2020 tagenden gemeinderätlichen Untersuchungskommission „Missstand bei der Gewährung und Überprüfung der widmungsgemäßen Nutzung von Fördergeldern durch die Gemeinde Wien“ gehörte er als Ersatzmitglied an.

#### 21. Wahlperiode (2020 – 2025)
Al-Rawi ist in seiner fünften Amtsperiode im Mitglied in den Gemeinderatsausschüssen für Innovation, Stadtplanung und Mobilität sowie für europäische und internationale Angelegenheiten. Als Ersatzmitglied gehört er dem Ausschuss für Bildung, Jugend, Integration und Transparenz sowie dem Ausschuss für Wohnen, Wohnbau, Stadterneuerung und Frauen an. Wie in den letzten Wahlperioden hat er im Landtag den Vorsitz des Unvereinbarkeitsausschusses inne und gehört als Ersatzmitglied dem Immunitätskollegium an.

## Kontroversen
Die Initiative muslimischer ÖsterreicherInnen, der auch Al-Rawi angehört, soll sich an konservative Reformer der Muslimbruderschaft ausrichten. Von Al-Rawi wird dieser Vorwurf abgestritten. Nach Ansicht von Florian Klenk hat Al-Rawi den aus Palästina stammenden Imam Adnan Ibrahim in Schutz genommen, der auf seiner Homepage „mittelalterliche Thesen“ verbreitet, gegen „Ungläubige“ agitiert und der Hamas nahe stehen soll. Das Handelsgericht Wien untersagte in einer einstweiligen Verfügung am 13. Oktober 2020 die öffentliche Behauptung, Al-Rawi sei ein „Islamist, der versuche, demokratische und rechtsstaatliche Strukturen zu unterwandern und gleichartige Behauptungen“. Im Hauptverfahren verpflichtete sich FPÖ-Chef Dominik Nepp in einem Vergleich, diese Behauptungen künftig zu unterlassen und die Verfahrenskosten zu tragen.
Im Jahr 2010 warf Ariel Muzicant, Präsident der Israelitischen Kultusgemeinde in Wien, Al-Rawi im Zusammenhang mit dem Ship-to-Gaza-Zwischenfall vor, eine „Anti-Israel-Demonstration“ organisiert zu haben, bei der „verhetzende“ Botschaften geäußert worden seien. Al-Rawi distanzierte sich von einzelnen Vorfällen während der Demonstration und verurteilte diese.

## Werke
- Omar al Rawi: Bauphysikalische - bautechnische Grundlagen der Dächer unter besonderer Berücksichtigung der belüfteten Dachausführung. Diplomarbeit. Hochschulschrift TU Wien. Wien. 1990.